# Les P'tites Têtes
Les P'tites Têtes est un film français réalisé par Bernard Ménez, sorti en 1982.

## Synopsis
Daniel, Xavier et Henri sont les propriétaires d'une agence de voyages. Henri s'occupe de la gestion tandis que les deux autres gèrent les touristes. C'est ainsi que Henri leur confie l'accompagnement d'un groupe pour un séjour au Maroc. Sur place, Daniel et Xavier découvrent qu'Henri n'a pas réglé l'hôtel, pire ce dernier s'est envolé avec la caisse ! Les voilà donc livrés à  eux-mêmes en territoire étranger avec leur groupe hétéroclite...

## Fiche technique
- Titre : Les P'tites Têtes
- Autre titre : Va bouffer des frites au soleil !
- Réalisation : Bernard Ménez, assisté de Jean Luret
- Scénario : Jacques Paradis, Bernard Ménez et Gérard Poteau
- Photographie : Jean-Paul Cornu
- Décors : Ahmed Ben Saïd
- Costumes : Renée Miquel
- Son : Jean-Pierre Bessière et Laurent Pélissier
- Musique : Vladimir Cosma
- Montage : Marie-Françoise Coquelet et Michel Valio
- Production : Antinéa - Cinémadis - Dalila Films - Naja Films
- Pays d'origine :  France
- Genre : comédie
- Durée : 87 minutes
- Date de sortie : 9 juin 1982

## Distribution
- Robert Castel : M. Roger
- Nicole Calfan : Mata
- Bernard Ménez : Daniel
- Jean-Claude Poirot : Xavier
- Amidou : le prince Douzami
- Maurice Risch : Henri
- Michel Muller : Harry
- Virginie Pradal : Yvette
- Françoise Blanchard : Paloma
- Jean Houbé : Jean-Mathieu

## Tournage
Le film a été tourné :
- à Paris (Paris 7e, Paris 12e, Paris 16e, Paris 18e)
- au Maroc